# La Sentinelle des maudits
Pour les articles homonymes, voir La Sentinelle et The Sentinel.
Pour plus de détails, voir Fiche technique et Distribution.
La Sentinelle des maudits (titre original : The Sentinel) est un film américain réalisé par Michael Winner, sorti en 1977.

## Synopsis
Top modèle très demandée, Allison Parker emménage dans un appartement au cœur de New York. Détail curieux, un prêtre aveugle habitant au tout dernier étage passe l’intégralité de son temps posté à la fenêtre. Au fur et à mesure qu’Allison va faire connaissance avec ses nouveaux (et parfois très étranges) voisins, le quotidien va commencer à se dérégler. La jeune femme souffre de migraines de plus en plus prenantes, et ses cauchemars la confrontent à ses traumatismes les plus profonds : une figure paternelle autoritaire et perverse, qui la poussa autrefois à commettre une tentative de suicide.

## Fiche technique
- Titre : La Sentinelle des maudits
- Titre original : The Sentinel
- Réalisation : Michael Winner
- Scénario : Jeffrey Konvitz et Michael Winner, d'après le roman de Jeffrey Konvitz
- Photographie : Richard C. Kratina
- Montage : Bernard Gribble et Terry Rawlings
- Musique : Gil Melle
- Décors : Philip Rosenberg
- Maquillages spéciaux : Dick Smith
- Costumes : Peggy Farrell
- Producteurs : Jeffrey Konvitz et Michael Winner
- Société de production : Universal Pictures, Jeffrey Konvitz Productions
- Sociétés de distribution : Universal Pictures, Cinema International Corporation (CIC)
- Pays de production :  États-Unis
- Langue : Anglais, Italien, Latin
- Budget : 3 700 000 dollars américains (2,71 millions d'euros)
- Tournage : du 21 mai 1976 au 22 juillet 1976
- Format : Couleur (Technicolor) — 35 mm — 1,85:1 — Son : Mono
- Genre : Film d'horreur, Thriller
- Durée : 92 minutes
- Dates de sortie : 
  - États-Unis : 7 janvier 1977
  - France : 13 juillet 1977
- Film interdit aux moins de 18 ans à sa sortie en salles en France (désormais interdit aux moins de 16 ans dans la nouvelle nomenclature issue du décret du 23 février 1990)[1]

## Distribution
- Chris Sarandon (VF : Philippe Étesse) : Michael Lerman
- Cristina Raines (VF : Francine Lainé) : Alison Parker
- Martin Balsam (VF : Serge Nadaud) : le professeur Ruzinsky
- John Carradine : Francis Matthew Halloran
- José Ferrer : le prêtre de la fraternité
- Ava Gardner (VF : Claire Guibert) : Mlle Logan
- Arthur Kennedy (VF : René Arrieu) : Monseigneur Franchino
- Burgess Meredith (VF : Henri Labussière) : Charles Chazen
- Sylvia Miles : Gerde Engstrom
- Deborah Raffin (VF : Sylviane Margollé) : Jennifer
- Eli Wallach (VF : Maurice Chevit) : le détective Gatz
- Christopher Walken : le détective Rizzo
- Jerry Orbach (VF : Marc François) : Michael Dayton
- Jeff Goldblum (VF : Daniel Gall) : Jack
- Beverly D'Angelo : Sandra
- Hank Garrett : James Brenner
- Tresa Hughes (VF : Lisette Lemaire) : Rebecca Stinnett
- Gary Allen (VF : Jacques Lalande) : Malcolm Stinnett
- Jane Hoffman (VF : Ginette Franck) : Lilian Clotkin
- Kate Harrington (VF : Lita Recio) : Anna Clark
- Mady Heflin (VF : Béatrice Bruno) : Alice Marshak
- Robert Gerringer (VF : Jacques Torrens) : Hart

## Autour du film
- Le tournage s'est déroulé à New York.
- Apparitions de Jeff Goldblum dans le rôle de Jack et de Tom Berenger dans celui de l'homme qui visite l'appartement à la fin du film.
- Le film Les Autres, réalisé par Alejandro Amenábar en 2001, s'inspire de La Sentinelle des maudits.

## Récompenses et distinctions
- Nomination au prix du meilleur film d'horreur, meilleur scénario et meilleurs maquillages pour Dick Smith, par l'Académie des films de science-fiction, fantastique et horreur en 1978.